# 黑泽尔·奥利里
黑泽尔·里德·奥利里（英語：Hazel Reid O'Leary，1937年5月17日—），是美國能源部長，是第一位担纲此职的女性和非裔美国人，也是任期最久的一位。